# Moritz Lehmann (Schauspieler)
Moritz Lehmann (* 1993 in München) ist ein deutscher Film- und Theaterschauspieler sowie Synchronsprecher.

## Werdegang
Lehmann wirkte von 2012 bis 2018 am Regensburger Stadttheater. 2013 wurde er am Schauspielhaus Salzburg ausgebildet.

## Filmografie (Auswahl)
- 2018: Die Galoschen des Glücks (Fernsehfilm)
- 2018: Klan – Lang lebe die Liebe (Musikvideo)
- 2019: Gute Zeiten, schlechte Zeiten (Fernsehserie, 2 Folgen)
- 2019: Papa auf Wolke 7 (Fernsehfilm)
- 2021: Liebe ist unberechenbar (Fernsehfilm)

## Synchronsprecherrollen
- 2024: Navy CIS für Spencer Moore als Jared Vance